# Emmanuel Reuzé
Emmanuel Reuzé, né le 19 avril 1969 à Châtellerault, est un photographe et dessinateur de bande dessinée français.

## Biographie
Emmanuel Reuzé fait ses études à Rennes à l’École supérieure des beaux-arts. Il exerce d'abord comme photographe. Cependant, Reuzé fait principalement carrière dans la bande dessinée. 
Ses premiers dessins professionnels paraissent dans Psikopat où il publie fréquemment des pages, seul ou avec Messina, et illustre des articles de Jean-Luc Coudray qui revisitent les héros classiques de la bande dessinée (de Gai-Luron à Alix...).
En 2002, il publie sa première bande dessinée chez Emmanuel Proust éditions : une adaptation d'Ubu roi d'Alfred Jarry. Deux autres volumes, eux totalement inventés, suivent avec les mêmes personnages. Il se réclame de la double influence de René Goscinny, pour la forme, et des humoristes du non-sens - particulièrement des Monty Python -, pour l'esprit.
Emmanuel Reuzé continue à travailler pour Emmanuel Proust. Parallèlement à cela, il continue de collaborer au Psikopat, publie épisodiquement dans la nouvelle version de L'Écho des savanes et participe à divers collectifs à tirages confidentiels.
En 2008, il publie Architecte de l'imaginaire : Jean-François-Thérèse Prieur.
Cette biographie inventée de toutes pièces par Reuzé, présente la vie et l'œuvre d'un architecte français qui serait né en 1778, dont les croquis originaux auraient été vus par des collaborateurs de Eiffel et qui aurait voyagé en Égypte à l'âge de 74  ans. La monographie était éditée de manière à rendre l'existence de cet architecte fictionnel crédible. Des dessins de ses bâtiments absurdes et inconstructibles, créés par Reuzé, illustrent l'ouvrage.
De 2019 à 2024, il publie la série de 5 tomes Faut pas prendre les cons pour des gens, qui aborde les travers de la société sous un angle absurde. La série rencontre un gros succès commercial.

## Œuvres

### Bandes dessinées
- Participations aux revues Psikopat, Fluide glacial, L'Écho des savanes, So Film, Place Publique et au fanzine Gorgonzola (L'Égouttoir)
- Participations aux collectifs L'abcd-rom de Dick Annegarn (Goutte d'or production), L'Abécédaire (L'Égouttoir), Tout devient possible (Les très éphémères Hawthorne Abendsen Éditions), Résonances (conseil régional de Bretagne).
- Ubu, édition Emmanuel Proust,

1. Ubu Roi, d'après Alfred Jarry, 2002[4]
2. Ubu Amiral, 2004
3. Ubupolis, 2007

- Cannibale, d'après Didier Daeninckx, édition Emmanuel Proust, coll. Atmosphères, 2009
- Monsieur et Madame, livre d'art en lithographie, édition Le Petit Jaunais, 2009
- La Vraie vie de Didier Super, avec Didier Super, Delcourt, coll. Humour de rire, 2010.
- Gare ! La Moustache au poitrail, Vraoum, 2011.
- Valaida Snow, scénario de Maël Rannou, bande dessinée, BDMusic, coll. « BDJazz », 2012[5]
- Le Retour d'Ataï, d'après Didier Daeninckx, édition Emmanuel Proust, coll. Atmosphères, 2012
- Le Major et les extra-terrestres, scénario de Jean-Luc Coudray, La Cinquième Couche, coll. « Points Métal », 2013
- L'art du 9e art, édition Audie - Fluide Glacial, 2017
- Faut pas prendre les cons pour des gens, Fluide glacial

1. 01, septembre 2019, partiellement co-scénarisé avec Nicolas Rouhaud
2. 02, octobre 2020, partiellement co-scénarisé avec Nicolas Rouhaud, Jorge Bernstein et Emmanuel Haudiquet[6]
3. 03, novembre 2021, idem
4. 04, novembre 2023, idem

- Discongraphie, 2021, illustrateur d'un scénario de Jorge Bernstein, Fluide glacial
- La limite n'a pas de connerie, 2022, co-scénarisé avec Jorge Bernstein et Nicolas Rouhaud, Nicolas Fluide glacial[7].

### Divers
- L'agenda de Sophie : Édition 2004, illustrations de textes de Sophie Dudemaine, Minerva, 2004,  (ISBN 978-2830706932).
- Bien-être, mode d'emploi, illustrations de textes d'Henry Puget et de Régine Teyssot, Minerva, 2005,  (ISBN 978-2830707540).
- Architecte de l'imaginaire, Jean-François-Thérèse Prieur, biographie illustré d'un artiste imaginaire, éditions Filigranes, 2008,  (ISBN 978-2350461243).
- Rennes comme un livre, illustration des textes de Jean-Baptiste Gandon, Le Cherche midi, 2012.
- Les Métiers secrets de la bande dessinée, texte de Jean-Luc Coudray, La Boîte à bulles, 2012.